# Незахищений (фільм, 1916)
Незахищений (англ. Unprotected) — американська драма режисера Джеймса Янга 1916 року.

## У ролях
- Бланш Світ — Барбара Кінг
- Теодор Робертс — Руфус Джемісон
- Ернест Джой — губернатор Джон Керролл
- Том Форман — Гордон Керролл
- Волтер Лонг — Джошуа Крейг
- місіс Льюїс МакКорд — засуджений Метті Роу
- Роберт Грей — Тоні Сальварро
- Джейн Вульф — мулатка